# دهستان گانگتنگ
دهستان گانگتنگ (به لاتین: Gangteng Gewog) یک دهستان در کشور بوتان است که در ناحیهٔ وانگدودودرنگ واقع شده‌است.